# Nemzeti Sport
Nemzeti Sport (en español «deporte nacional») es un diario húngaro de información deportiva fundado en 1903 con sede en Budapest. Es uno de los diarios más antiguos de Hungría y el único deportivo que se imprime en el país.

## Historia
Nemzeti Sport fue fundado en 1903 por Fodor Károly. El periódico es propiedad del grupo suizo Ringier. Es citado con frecuencia por medios de calidad en inglés. El periódico se publica en gran formato de forma diaria.
Su editor afirmó que el periódico tenía la tercera circulación más grande en el país. La circulación del periódico fue de 96 000 copias en 2003. Tuvo una circulación de 95 111 copias en 2009, por lo que es el cuarto diario más leído en el país.